# Caradjaria asiatella
Caradjaria asiatella är en fjärilsart som beskrevs av Ulrich Roesler 1975. Caradjaria asiatella ingår i släktet Caradjaria och familjen mott. Inga underarter finns listade i Catalogue of Life.